# The Traveling Wilburys Collection
The Traveling Wilburys Collection (рус. Коллекция The Traveling Wilburys) — бокс-сет выпущенный в 2007 году, в него вошли изданные на двух CD-дисках оба альбома Traveling Wilburys, а также DVD-диск с видеоклипами группы и документальным фильмом о группе. Бокс-сет выпущен 11 июня 2007 в Великобритании и 12 июня 2007 в США лейблом Rhino Entertainment, в сотрудничестве с Wilbury Records. В некоторых странах (например, в Великобритании) сборник поднялся до 1-го места в чартах альбомов.

## Описание дисков

### Диск 1 (CD):Traveling Wilburys Vol. 1
Все песни написаны Traveling Wilburys.
1. «Handle with Care» — 3:20
2. «Dirty World» — 3:30
3. «Rattled» — 3:00
4. «Last Night» — 3:48
5. «Not Alone Any More» — 3:24
6. «Congratulations» — 3:30
7. «Heading for the Light» — 3:37
8. «Margarita» — 3:15
9. «Tweeter and the Monkey Man» — 5:30
10. «End of the Line» — 3:30
11. «Maxine» — 2:49
  - Бонус-трек; ранее запись не издавалась; с дополнительным бэк-вокалом (Джефф Линн и Дхани Харрисон) и гитарным соло (Джефф Линн), добавленными в 2007.
12. «Like a Ship» — 3:30
  - Бонус-трек; ранее запись не издавалась; с дополнительным бэк-вокалом (Джефф Линн и Дхани Харрисон) и гитарным соло (Дхани Харрисон), добавленными в 2007.

### Диск 2: DVD
1. The True History of the Traveling Wilburys (документальный фильм) — 24 минуты
2. «Handle With Care» (видеоклип)
3. «End of the Line» (видеоклип)
4. «She’s My Baby» (видеоклип)
5. «Inside Out» (видеоклип)
6. «Wilbury Twist» (видеоклип)

### Диск 3 (CD):Traveling Wilburys Vol. 3
Все песни написаны Traveling Wilburys, кроме указанных особо.
1. «She’s My Baby» — 3:14
2. «Inside Out» — 3:36
3. «If You Belonged To Me» — 3:13
4. «Devil’s Been Busy» — 3:18
5. «7 Deadly Sins» — 3:18
6. «Poor House» — 3:17
7. «Where Were You Last Night?» — 3:03
8. «Cool Dry Place» — 3:37
9. «New Blue Moon» — 3:21
10. «You Took My Breath Away» — 3:18
11. «Wilbury Twist» — 2:56
12. «Nobody’s Child» (Cy Coben, Mel Foree) — 3:28
  - Бонус-трек; ранее издавался на благотворительном альбоме Nobody's Child: Romanian Angel Appeal (1990).
13. «Runaway» (Дел Шеннон, Max D. Crook) — 2:30
  - Бонус-трек; первоначально выпущена как би-сайд сингла «She’s My Baby» в Великобритании. Ремикширована, с новым соло на clavioline, заменившем первоначально бывшие в миксе песни 1990 года партии гитары и губной гармоники.

### Список композиций издания на виниловом издании
Издание на виниловых дисках включает в себя первоначальные версии альбомов Traveling Wilburys Vol. 1 и Traveling Wilburys Vol. 3, а также 12" макси-сингл с бонус-треками:
1. «Handle With Care (Extended Version)» (расширенная версия)
2. «Like a Ship»
3. «Maxine»
4. «End of the Line (Extended Version)» (расширенная версия)
5. «Nobody’s Child»
6. «Not Alone Anymore (Remix)» (ремикс)
7. «Runaway»

## Форматы
Набор доступен в четырех различных конфигурациях:
- В стандартную комплектацию входят как альбомы с бонусными треками, так и бонусный DVD с 24-минутным документальным фильмом и музыкальными клипами, выпущенными группой, а также 16-страничная коллекционная книга.
- Набор для делюкс-издания в льняной форме включает в себя как альбомы с бонус-треками, бонус-DVD, так и коллекционную книгу на 40 страниц с фотографиями, оригинальными заметками и новыми заметками. Делюкс-издание ограничено тиражом 50 000 экземпляров по всему миру и включает в себя сертификат подлинности с уникальным номером.
- Виниловое издание включает оба альбома на виниле с дополнительным 12-дюймовым диском с бонусными треками, коллекционной книгой размером с альбом, дополнительными открытками и постерами и эксклюзивным ремиксом «Not Alone Anymore».
- Также был выпущен цифровой комплект, в котором представлены загружаемые издания альбомов с бонус-треками, видеоконтентом и интерактивным буклетом.

## Участники записи

### Traveling Wilburys
- Нельсон Уилбури, Спайк Уилбури (Джордж Харрисон) (на всех треках) — соло-гитара, мандолина, ситар, вокал
- Отис Уилбури, Клэйтон Уилбури (Джефф Линн) (на всех треках) — гитара, клавишные, бас-гитара, вокал, соло-гитара в «Maxine»
- Чарли Уилбури младший, Мадди Уилбури (Том Петти (на всех треках) — гитара, бас-гитара, вокал
- Лаки Уилбури, Бу Уилбури (Боб Дилан) (на всех треках) — гитара, губная гармоника, вокал
- Лефти Уилбури (Рой Орбисон) (на большинстве треков) — гитара, вокал

### Приглашённые музыканты
- Бастер Сайдбури (Джим Келтнер) — барабаны, перкуссия
- Jim Horn — саксофоны
- Рэй Купер — перкуссия
- Ian Wallace — tom toms в «Handle With Care»
- Гэри Мур — соло-гитара в «She’s My Baby»
- Дхани Харрисон — соло-гитара в «Like a Ship», бэк-вокал в «Maxine» и «Like A Ship»

## Чарты
Хотя оригинальные выпуски пользовались успехом, этот переиздание достигло еще больших высот, быстро возглавив Таблицу британских альбомов, Австралийскую диаграмму ARIA, Ирландскую диаграмму альбомов, Новозеландскую диаграмму альбомов, iTunes от Apple и список предварительных заказов и продаж Amazon.
В первую неделю набор был продан тиражом более 110 000 экземпляров в Соединенном Королевстве и 269 000 экземпляров по всему миру.
В Соединенных Штатах набор достиг пика в № 9 в чарте альбомов Billboard 200 Billboard, побив рекорд, удерживаемый Бокс-сет Nirvana с выходом Lights Out для наибольшего дебюта бокс-сета, хотя Nirvana продал больше копий (119 000). Это также установило самые большие продажи в Великобритании за первую неделю для бокс-сета. На сегодняшний день во всем мире было продано более 1 827 000 копий, что составляет более 5,8 миллионов дисков.
Альбом дебютировал на чарте Billboard 200 30 июня 2007 года под номером 9 с объемом продаж 77 787 экземпляров. Он оставался на графике 13 недель.
| Страна         | Самое высокое место в чарте | Сколько недель пробыл в чарте | Количество продаж |
| -------------- | --------------------------- | ----------------------------- | ----------------- |
| Австралия      | 1                           | 10                            | 140,000           |
| Канада         | 4                           | 10                            | 11,000            |
| Дания          | 1                           | 10                            |                   |
| Эстония        | 2                           | 10                            |                   |
| Европа         | 4                           | 10                            |                   |
| Германия       | 9                           | 10                            |                   |
| Ирландия       | 1                           | 10                            |                   |
| Италия         | 30                          | 10                            |                   |
| Япония         | 31                          | 2                             | 9,000             |
| Латвия         | 3                           | 10                            |                   |
| Новая Зеландия | 1                           | 10                            |                   |
| Норвегия       | 1                           | 10                            |                   |
| Испания        | 9                           | 10                            |                   |
| Швеция         | 2                           | 10                            | 20,000            |
| Великобритания | 1                           | 10                            | 279,310           |
| США            | 9                           | 13                            | 204,960           |